# Nagykálló–Nyíradony-vasútvonal

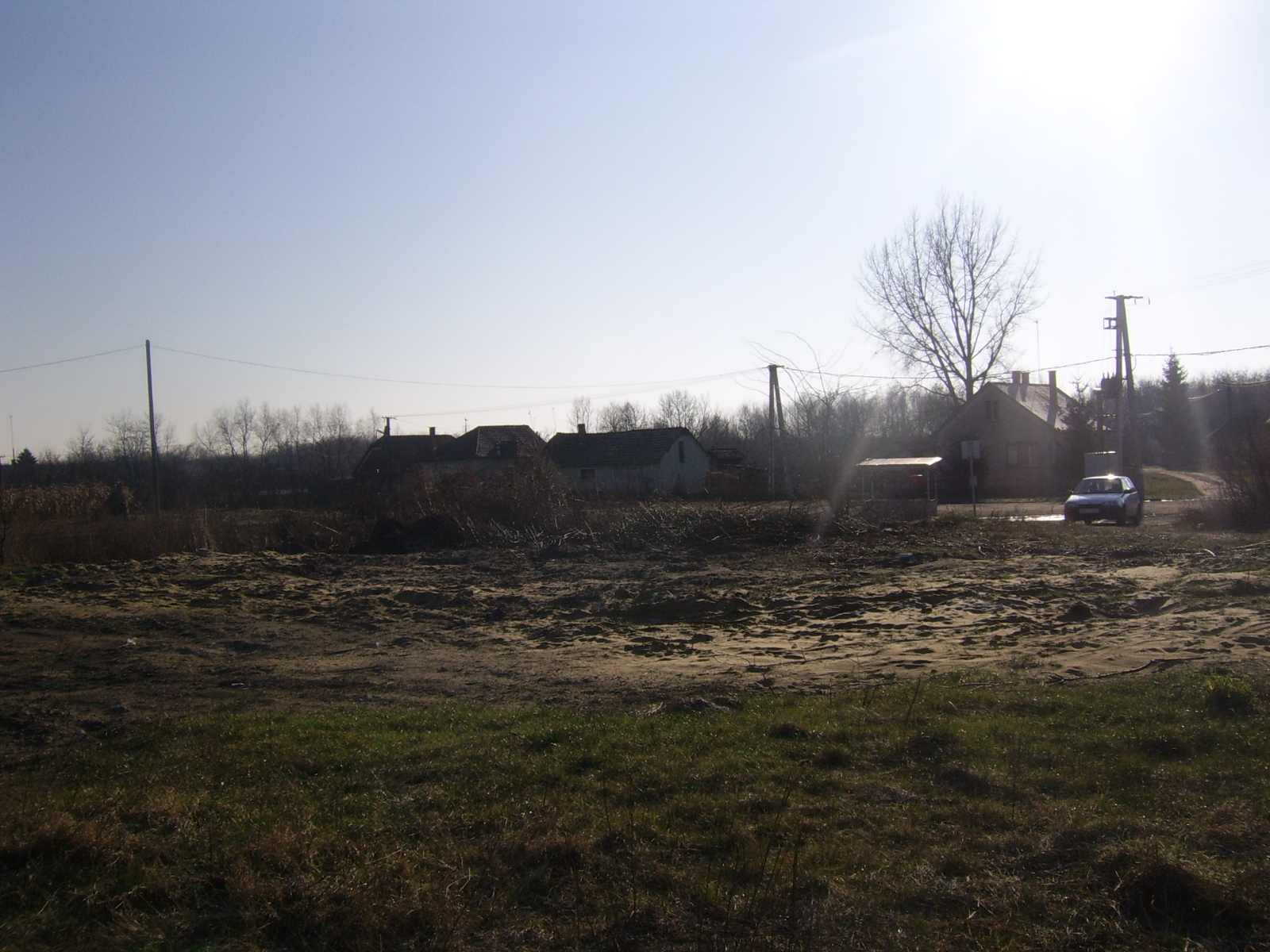
Abapuszta volt vasútállomása

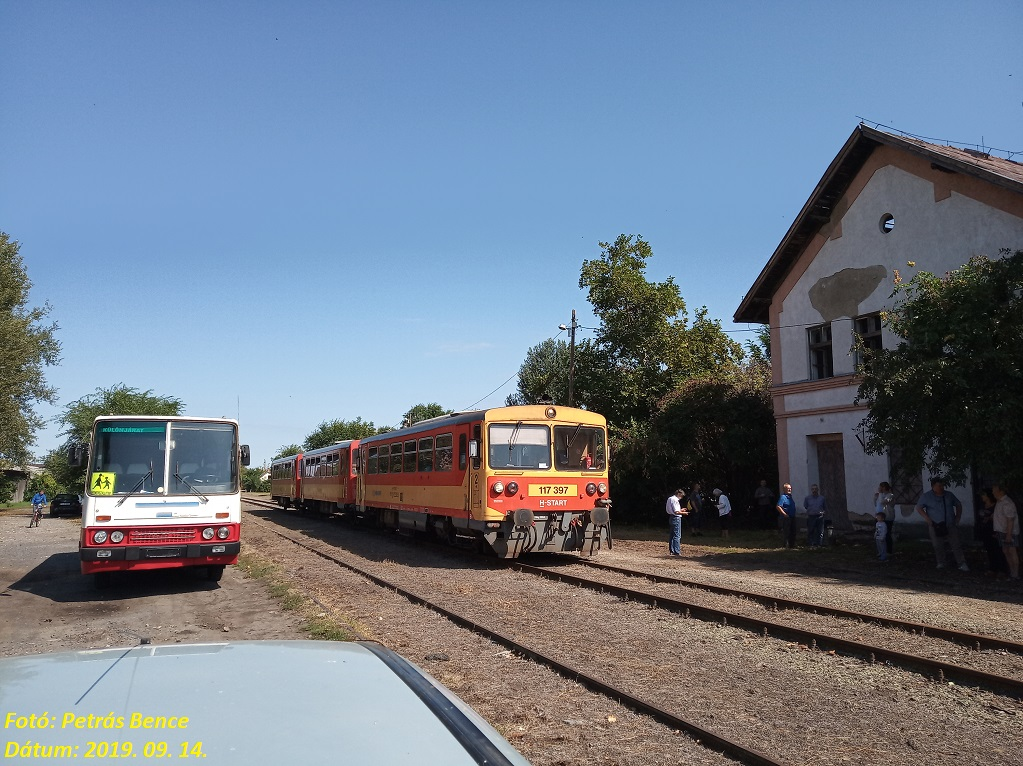
Fotósmenet Balkányban 2019-ben

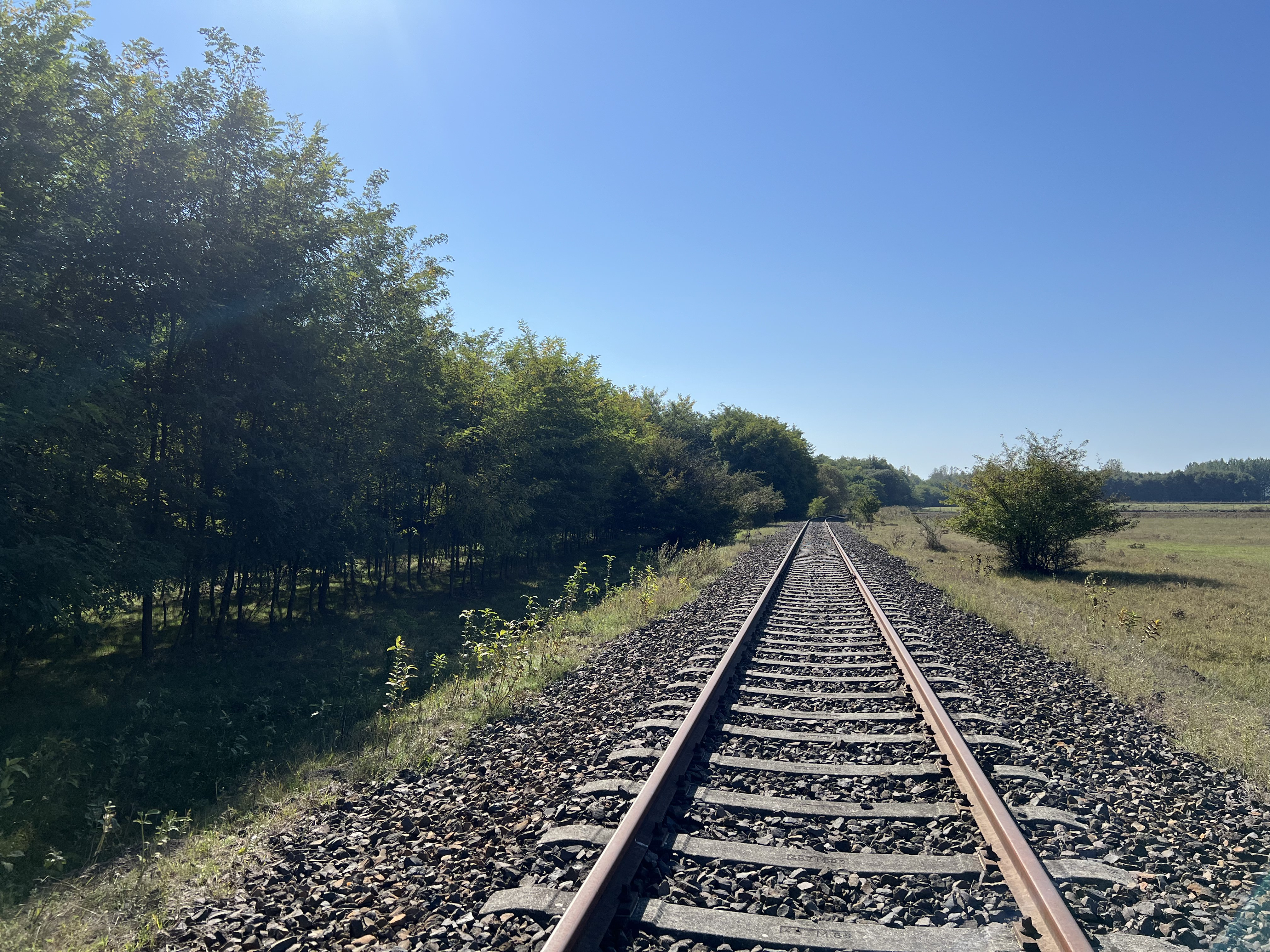
A vasútvonal Balkány–Cibaknál 2024-ben

A Nyírségben mindössze 23 kilométer hosszan haladó Nagykálló–Nyíradony-vasútvonal a MÁV 112-es számú nem villamosított mellékvonala. A vonalon 2007. március 3-án állt le a személyszállítás, március 4-től a forgalmat autóbuszok látják el.

## Forgalom
Az utolsó menetrendben a vonatok Nyíregyháza–Nyíradony viszonylatban közlekedtek. A forgalmat Bzmot sorozatú motorkocsik látták el.